# ROXY (ミニコンポ)
ROXY（ロキシー）とは、ケンウッド（現・JVCケンウッド）が販売していた、ミニコンポのブランド名である。時代に合った省スペースと高音質再生を実現したコンパクトステレオで、バブル景気時代を代表する商品であった。

## 概要
当初はその時点で普及機・低価格機のみの展開だった末期の「TRIO」ブランドとして発売され、カセットデッキとアンプ、チューナー、スピーカーと必要最低限の構成であったが、バブル期になるとCDプレーヤー、リモコン、スペアナ、グライコ、DSP、レーザーディスクといった機能が追加されていった。1990年以降はアローラに搭載された機能を搭載していった。コマーシャルやカタログには女優の富田靖子やチェッカーズが起用された。

## 主な機種
- ROXY 7
  - ROXYの初代モデル。1982年発売
- ROXY 30R/50R/70R/90R，30W/50W/70W/90W
  - 1983年発売。Rはリバースデッキ、Wはダブルカセットデッキ
- ROXY W1/W3/W3V/W5/W5V/W7/W7V
  - 1984年発売
- ROXY D1TV/D3TV/D5/D7/D9
  - 1985年発売
- ROXY CD1/CD2/CD3/CD5/CD7/CD9
  - 1986年発売
- ROXY GTR/GTX
  - 1986年発売
- ROXY CD100
  - 1987年発売
- ROXY DG1/DG3/DG5/DG7/DG9
  - 1987年発売。

CDシングル再生にはCDシングルアダプタが必要。スペアナを搭載。リモコン別売り。
- ROXY DG11/DG33/DG55/DG77/DG99LD，DG33LD/DG66/DG66LD/DG77LD
  - 1988年発売。LDの型番の機種にレーザーディスクプレーヤーを搭載。
  - アンプにDACを内蔵して光伝送するシステムを初めて搭載。
  - このモデルからリモコンが標準で付属する。
- ROXY G1/G3/G5/G7/G9LD
- 1989年発売。ドルビーサラウンド、HXPRO対応デッキ、スペアナ付グライコを搭載。
- G1はチューナー アンプ イコライザー カセットデッキ CDプレーヤーが一体型になっている。型番(RXD-1J) スピーカー(S-1J) リモコン(RC-1J)
- G3はCDプレーヤー以外が一体型になっており、型番(RX-3J) CDプレーヤー(DP-3J) スピーカー(S-3J) リモコン(RC-3J)
- G5から一体式では無くなり、単体式になっている。型番はチューナー(T-7J) アンプ(A-5J) グライコ(GE-5J) カセットデッキ(X-7J) CDプレーヤー(DP-7J) スピーカー(S-5J) リモコン(RC-5J)
- G7 チューナー(T-7J) アンプ(A-7J) グライコ(オプション GE-7) カセットデッキ(X-7J) CDプレーヤー(DP-7J) スピーカー(S-7J) リモコン(RC-7J)
- G9 チューナー(T-7J) アンプ(A-7J) グライコ(オプション GE-7) カセットデッキ(X-7J) LD.CDプレーヤー(LVD-7J) スピーカー(S-7J) リモコン(RC-7J)
- ROXY J3/J5/J7/J9LD
  - 1990年発売。ROXYの最高峰モデルとされている。4chのDSPが新たに搭載される。
  - このシリーズからデジタルサラウンドをアンプ内蔵にした為、光伝送が外されている。
  - ドルビーサラウンド･プロロジックを搭載
  - グライコのAI AUTOボタンでCDをサンプリング→人工知能によりグライコを自動設定
  - グライコの調節は14本それぞれの間をとってスペアナとして表示させるのでスペアナは27本。
  - スピーカーの振動板にクロスダイニーマコーンを使用(J5/J7/J9LD)。
  - J7とJ9LDはアンプ、グライコ、チューナー、カセットデッキが共通。またスピーカーはJ9LDがLDプレイヤーの大きさに合わせてスピーカーが高くなっている(スピーカーの大きさや性能に変わり無し)。
- ROXY L3/L5/L7/L9LD　※L7/L9LDは存在せず。(2010/6/17追記)
  - 1991年発売。AIグライコを搭載。
  - スピーカー・イン・スピーカーを搭載し、2本のスピーカーでサラウンド再生が可能となった。
- ROXY M3・M7・M9LD
  - 1992年発売
- ROXY PRO5
  - 1992年発売
- ROXY V3・V5LD
  - 1993年発売。ROXYの最終モデルとなる。
  - アンプとイコライザーが一体となる。
  - DSPサラウンドモードが無くなる。